# 2718 Хендлі
2718 Хендлі (2718 Handley) — астероїд головного поясу, відкритий 30 липня 1951 року.
Тіссеранів параметр щодо Юпітера — 3,198.